# Oscar Gans

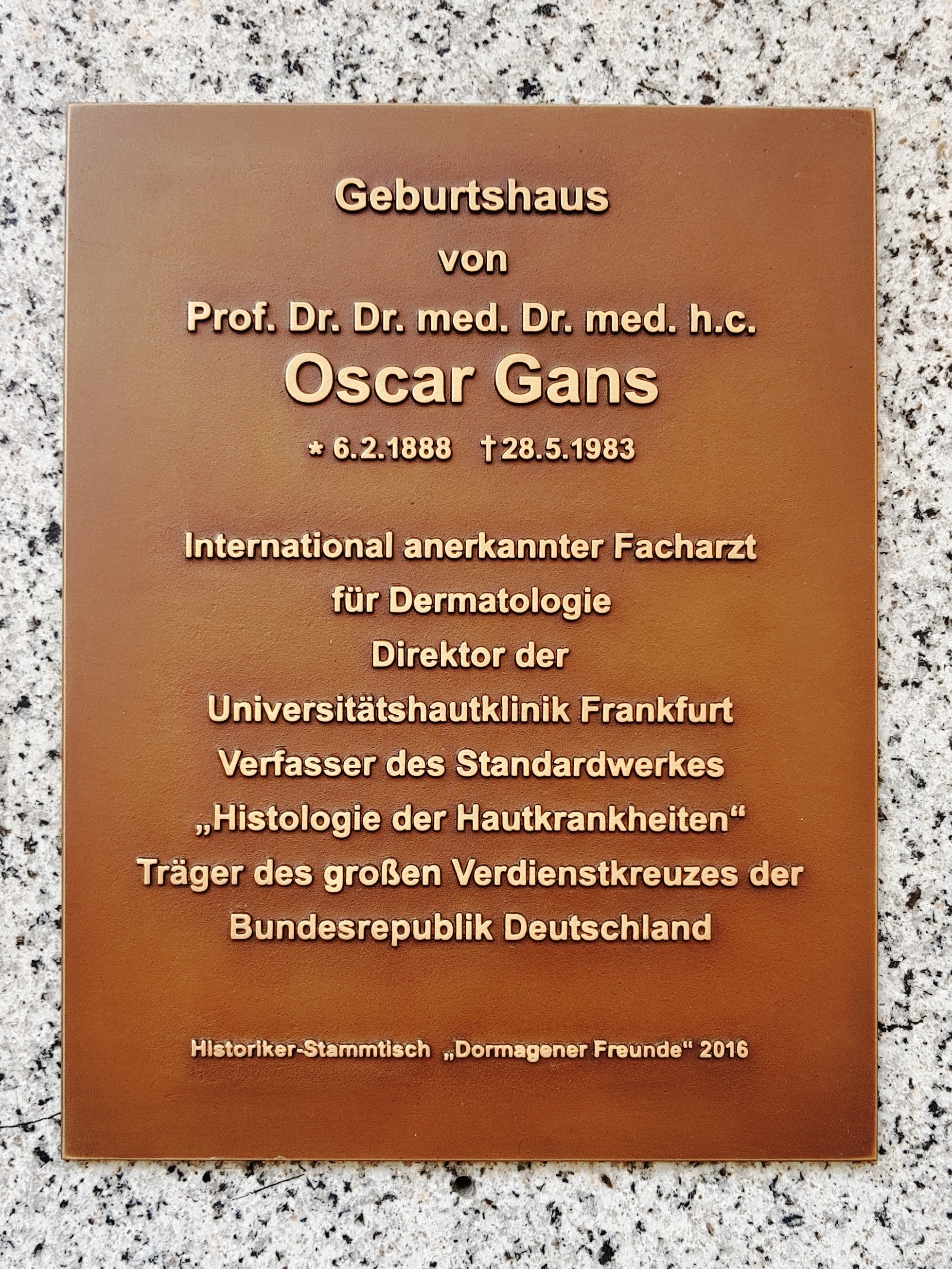
Gedenktafel für Oscar Gans am Haus Kölner Straße 110 in Dormagen

Oscar Gans (* 6. Februar 1888 in Dormagen; † 28. Mai 1983 in Limpsfield, Surrey, Großbritannien) war ein deutscher Dermatologe.

## Leben
Oscar Gans war der Sohn von Isaak Michael Gans (1846–1909) und Henriette Herz (1857–1929). Von 1907 bis 1912 studierte er Medizin an den Universitäten Bonn, Freiburg und Berlin und promovierte 1912 in Freiburg. Nach seiner weiteren Ausbildung bei Paul Gerson Unna in Hamburg nahm er am Ersten Weltkrieg als Arzt teil. 1919 habilitierte er sich in Dermatologie und Venerologie. 1924 erhielt er den Ruf als außerordentlicher Professor an die Ruprecht-Karls-Universität Heidelberg. Nach seiner Gastprofessur 1926/27 an der Mayo-Klinik in Rochester/USA wurde er 1930 als ordentlicher Professor und Direktor an die Haut- und Poliklinik der Johann Wolfgang Goethe-Universität Frankfurt am Main  berufen.
Als Jude wurde er 1934 zwangsbeurlaubt und anschließend in den „Ruhestand versetzt“. 1934 emigrierte er mit einem britischen Pass nach Indien. Er eröffnete in Bombay eine Privatpraxis und widmete sich dort der Lepraforschung Von 1935 bis 1949 war er Vorstandsmitglied des jüdischen Hilfsvereins Bombay. Nach 1946 kehrte er nach Deutschland zurück und lehrte an den Universitäten München und Frankfurt am Main. 1949 wurde er zum Direktor der Universitätshautklinik in Frankfurt ernannt. Von 1950 bis 1951 war er Dekan der medizinischen Fakultät und von 1953 bis 1954 Rektor der Universität. Nach seiner Emeritierung 1959 lebte er in Comano im Tessin. Seit 1956 war er Mitglied der Leopoldina.
Oscar Gans war von entscheidender Bedeutung für die Entwicklung der Dermatologie in Deutschland. Er ist Verfasser des Standardwerkes Histologie der Hautkrankheiten und war Mitglied zahlreicher Fachgesellschaften sowie 1953–1960 Präsident der Deutschen Gesellschaft für Dermatologie. 1957 erhielt er das Große Bundesverdienstkreuz. Die Deutsche Dermatologische Gesellschaft vergibt einen Oscar-Gans-Preis „für besondere wissenschaftliche Leistungen auf dem Gebiet der experimentellen Dermatologie“.

## Schriften
- Akute myeloische Leukämie oder eigenartige Streptokokkensepsis. [Aus dem pathologischen Institut der Universität Freiburg im Breisgau]. In: Beiträge zur pathologischen Anatomie und zur allgemeinen Pathologie (Band 56), Jena 1913; als Dissertation Freiburg im Breisgau 1913
- zusammen mit Gerd Klaus Steigleder: Histologie der Hautkrankheiten. Die Gewebsveränderungen in der kranken Haut unter Berücksichtigung ihrer Entstehung und ihres Ablaufs
  - Band 1: Normale Anatomie und Entwicklungsgeschichte. Leichenerscheinungen. Dermatopathien. Dermatitiden I. 2. Auflage. Berlin / Göttingen / Heidelberg 1955
  - Band 2: Dermatitiden 2: Örtlich übertragbare infektiöse Gewebsneubildungen. Tierische Parasiten und Fremdkörper. Störungen des Kreislaufs. Entwicklungsstörungen. Echte Geschwülste. 2. Auflage. Berlin / Göttingen / Heidelberg 1957.